# Porphyrodesme
Porphyrodesme là một chi thực vật có hoa trong họ, Orchidaceae.